# Eugène Aroneanu
Eugène Aroneanu (* in Rumänien; † 1960) war ein rumänischer Jurist, Widerstandskämpfer und Verfasser mehrerer Werke zum internationalen Recht.
Mitte der 1930er Jahre emigrierte er nach Paris. Als im September 1939 der Zweite Weltkrieg ausbrach, leitete er an Rumänien gerichtete Radiosendungen und als Frankreich 1940 besetzt wurde, schloss er sich der Résistance an und agierte unter dem Namen Aréne im Untergrund. 1943 gelang ihm die Flucht in die Schweiz. 
Aroneanu verfasste 58 Publikationen. 1945 bekam er die Aufgabe, für die Nürnberger Prozesse eine Dokumentation der nationalsozialistischen Kriegsgräuel zu erstellen. Darüber hinaus verfasste er ein entsprechendes juristisches Plädoyer in der Absicht, die Anklage über die vor allem von den Briten gewollte Behandlung der Judenvernichtung lediglich als Verbrechen gegen den Frieden und Kriegsverbrechen hinausgehend auf das völkerrechtliche Neuland der Verbrechen gegen die Menschlichkeit hin auszudehnen.

## Veröffentlichungen (Auswahl)
- Konzentrationslager. Tatsachenbericht über die an der Menschheit begangenen Verbrechen; Dokument F 321 für den Internationalen Militärgerichtshof in Nürnberg; Arbeitsgemeinschaft „Das Licht“; o. O. (Baden-Baden) 1947. (Gesammelte Zeugenaussagen von KZ-Insassen)
- Das Verbrechen gegen die Menschlichkeit. Schröder, Baden-Baden 1947.
- La définition de l'aggression. Exposé objectif, mit einem Vorwort von René Cassin. Les Editions Internationales, Paris 1958 (405 S.).
- Le crime contre l'humanite. Dalloz, Paris 1961 (322 S.).